# Hans Egedes statue
Hans Egedes statue er et monument i Nuuk, Grønlands hovedstad. Det hylder den dansk-norske missionær Hans Egede, som flyttede til bostedet i 1728. Statuen står på et højdedrag over Vor Frelser Kirke i den historiske del af byen, Kolonihavnen.
Statuen er en kopi af August Saabyes Hans Egede-skulptur udenfor Marmorkirken i København.
Det var grønlænderne selv, der samlede ind til statuen, mens den var støttet af nogle danske kirkemenigheder.

## Kontrovers
Statuen af Hans Egede i Nuuk blev den 21. juni 2020, Grønlands nationaldag, overhældt med rød maling og påskrevet »Decolonize«. To dage efter blev en 30-årig mand sigtet i forbindelse med hærværket. Samme dag foreslog det grønlandske folketingsmedlem Aki-Matilda Høegh-Dam at statuen skulle fjernes og sendes til et museum. Den 30. juni 2020 blev statuen af Hans Egede ved Marmorkirken i København overhældt med rød maling. Vedrørende statuen i Nuuk blev der den 21 juli 2020 afholdt en afstemning om hvorvidt den skulle blive stående. Afstemningen foregik elektronisk og ved brev og var forbeholdt de cirka 23.000 borgere i Sermersooq Kommune. Udslaget blev at et flertal på 921 personer stemte for at beholde statuen på fjeldtoppen, mens 600 stemte for at flytte den.
Statuen blev nævnt i en video af DR-Nyheder som forklarer omstændighederne omkring begivenheden.